# Río Reyehueico
El río Reyehueico es un curso natural de agua que fluye en la comuna de Panguipulli, en la Región de los Ríos, Chile. 

## Trayecto
El río Reyehueico nace en los faldeos del sector sur del Volcán Quetrupillán en la comuna de Panguipulli. Este río fluye en su naciente en sentido noreste a suroeste, hasta juntarse con el Río Panco junto al caserío de Trafún Chico. Luego continúa en la misma dirección hasta el caserío de Reyehueico donde se une al Río Liquiñe para formar el Río Cua-Cua. Cerca de esta confluencia el río Reyehueico atraviesa la ruta internacional 203 CH.

## Historia
Luis Risopatrón llama a este río "Reiguaico" y advierte que también es llamado "Reihuaico", "Rehuaico", "Reihueico" o "Reyehueico". Su breve descripción del río es:: 758 
Reiguaico (Río). Nace en las faldas S del volcán Quetrupillan, corre hacia el S y se vácia en el río Cuacua; se parte en dos brazos poco antes de su desembocadura.